# جوناثان مارك
جوناثان مارك (بالفرنسية: Jonathan Marc)‏ هو كاياكير فرنسي، ولد في 12 يناير 1988 في لانيون في فرنسا.